# Krystyna Sierocka
Krystyna Sierocka (ur. 1929, zm. 25 listopada 2007) – polski historyk literatury, doktor, sekretarz naukowy Instytutu Badań Literackich PAN, wieloletni redaktor "Biuletynu Polonistycznego".
Pochowana 3 grudnia 2007 r., na cmentarzu miejscowym w Otwocku.

## Wybrana bibliografia
- Z dziejów czasopiśmiennictwa polskiego w ZSRR, Wyd. Książka i Wiedza, Warszawa 1963[1].
- Polonia radziecka 1917-1939, Wyd. PIW, Warszawa 1968[2].